# Quaresimali
Quaresimali è il nome di diversi biscotti tradizionali italiani preparati, secondo la tradizione, durante il periodo religioso della Quaresima. Molte regioni o città hanno la loro variante di quaresimale.

## Quaresimali toscani

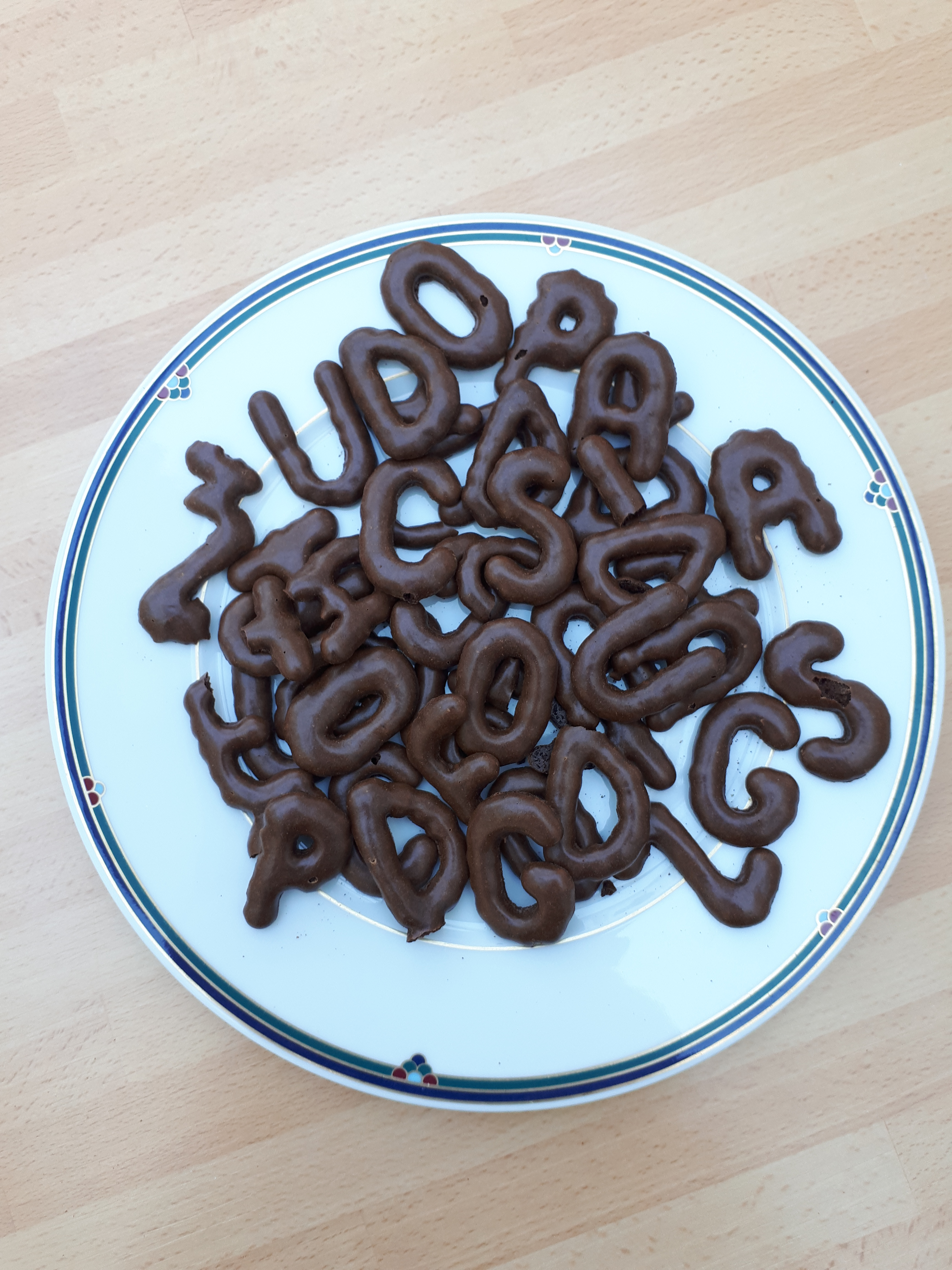
Quaresimali fiorentini

L'origine di questo tipico biscotto toscano è molto difficile da ricostruire. Sembra che siano state delle monache del XIX secolo, in un convento fra Firenze e Prato, a creare questo dolce privo di burro per rispettare le norme alimentari del periodo quaresimale..
La tradizione afferma che all'impasto dei biscotti, composto da chiare d'uovo, zucchero, farina, nocciole tritate e polvere di cacao, le monache diedero la forma delle lettere dell'alfabeto, per onorare le  Sacre scritture.

## Quaresimali genovesi
L'origine di preparare dei dolci quaresimali genovesi risale al XVI secolo, quando le monache agostiniane del convento di San Tommaso a Dinegro lavoravano la pasta di mandorla con lo zucchero senza aggiungere prodotti animali perché proibito dalla religione cattolica nei quaranta giorni antecedenti la Pasqua. In questo modo si potevano gustare dolci senza trasgredire alle regole.
L'impasto è realizzato con pasta di mandorle, zucchero, acqua di fiori d'arancio, albume d'uovo, guarniti poi con zucchero fondant al gusto di maraschino, pistacchio, limone o caffè, come ancor oggi è possibile vedere in diverse storiche confetterie-pasticcerie del capoluogo ligure.

## Quaresimali napoletani
Altre varianti si possono trovare in Campania, e in Sicilia. Anche in questo caso l'origine è piuttosto misteriosa. Assomigliano molto ai cantucci toscani ma hanno la particolarità di avere del cedro candito e delle spezie per renderli più profumati.

## Quaresimali siciliani
In Sicilia i quaresimali sono biscotti secchi preparati con farina, farina di mandorle, zucchero e albumi, arricchiti da mandorle e cannella, simili ai cantuccini per forma e sapore. Il marzapane, cioè l'impasto di mandorle macinate con zucchero, proviene dal Mediterraneo orientale e la sua popolarità dovette quindi diffondersi in relazione ai traffici commerciali dei maggiori centri italiani, specie delle repubbliche marinare, durante il Medioevo. 